# Das wahre Wesen der Dinge
Das wahre Wesen der Dinge ist eine Science-Fiction-Sammlung aus sieben Kurzgeschichten des US-amerikanischen Schriftstellers Ted Chiang, in deutscher Übersetzung veröffentlicht im Jahr 2014 vom Golkonda-Verlag. (Es gibt keine zugrundeliegende englische Sammlung.) Eine Kurzgeschichte gewann den Hugo Award und zwei weitere wurden nominiert.

## Inhalt
- Geteilt durch Null (1991): Nach der Entdeckung einer Inkonsistenz in der Arithmetik stürzt eine Mathematikerin in eine persönliche Krise.
- Verstehen (1991): Ein neues Hormon, fähig zur Wiederherstellung von Neuronen, macht Menschen übernatürlich intelligent.
- Zweiundsiebzig Buchstaben (2000): In einer Welt mit Golems droht die Menschheit durch sinkende Spermienzahlen auszusterben.
- Die Evolution menschlicher Wissenschaft (2000): In der Zukunft wird Wissenschaft nur noch durch genetisch modifizierte Metamenschen betrieben.
- Die Wahrheit vor Augen (2002): Durch eine künstliche Modifikation wirken alle Menschen gleich attraktiv.
- Was von uns erwartet wird (2005): Mit einem neuen Gerät können Signale in der Zeit zurückgeschickt werden.
- Der Lebenszyklus von Software-Objekten (2010): Eine Aufzucht von digitalen Entitäten benötigt wie bei Menschen jahrelange Entwicklung.

## Auszeichnungen
Der Lebenszyklus von Software-Objekten gewann im Jahr 2011 den Hugo Award. Verstehen und Zweiundsiebzig Buchstaben wurden jeweils in den Jahren 1992 und 2001 für den Hugo Award nominiert. Ted Chiang lehnte eine Nominierung für Die Wahrheit vor Augen ab, da die Kurzgeschichte durch Zeitdruck nicht ganz so wurde wie von ihm beabsichtigt.

## Kritik
Deutschlandfunk Kultur sowie die Berliner Zeitung bezeichnen die Sammlung als „SF-Literatur für Fortgeschrittene“, in der die „Idee steht [sic.] im Mittelpunkt steht, nicht der Plot“. Ted Chiang zeige sich als „Philosoph im Gewand des Geschichtenerzählers“.